# Karl Tordsson (Bonde)
Karl Tordsson (Bonde) till Penningby, död före 1446, troligen omkring 1444, var ett svenskt riksråd och lagman i Västmanlands och Dalarnas lagsaga. Son till Tord Röriksson (Bonde) och Ramborg Nilsdotter (Vasa). 
Karl Tordsson tog i unionsstriderna avgjort parti mot de nationella och uppträdde mot sin brorson Karl Knutsson, vars planer på att förskaffa sig kungakronan i slutet av 1430-talet han verksamt motarbetade.
Han var gift med Cecilia Bosdotter Djure, som dog efter 1473. De blev föräldrar till Tord Bonde (Karlsson) och Birgitta Karlsdotter (Bonde), gift med riddaren och riksrådet Nils Bosson (Sture).